# Geschichte Koreas
Die Geschichte Koreas umfasst die Entwicklungen auf der koreanischen Halbinsel von der Urgeschichte der Altsteinzeit bis hin zur Gegenwart. Sie beginnt mit den ersten Spuren menschlicher Besiedlung vor 700.000 bis 400.000 Jahren, darunter Werkzeuge wie Faustkeile und Pfeilspitzen oder Harpunen aus Stein und Knochen. Um 6.000 v. Chr. begann der Übergang zur Jungsteinzeit, gekennzeichnet durch Auftauchen der ersten Kammmuster-Keramiken der Chŭlmun-Zeit. Die Petroglyphen von Ulsan aus dieser Epoche weisen auf eine zunehmende Komplexität der sozialen Strukturen hin. Das Ende der Vorgeschichte wird durch die Zeit der Mumun-Keramik von etwa 1500 bis 300 v. Chr. und die Verbreitung der Pip’a-Bronzedolchkultur begleitet, die durch Funde einer charakteristischen Stilart lautenförmiger Bronzeklingen gekennzeichnet ist. Die Frühgeschichte wird durch die ersten schriftlichen Überlieferungen über das teilweise prähistorische, bronzezeitliche Go-Joseon eingeleitet, und führt schließlich in die Zeit der Proto-Drei-Königreiche, welche Korea um die Jahrtausendwende prägen sollte. Sie sah den Aufstieg der Drei Reiche von Korea – Shilla, Koguryŏ, Paekche und der Kaya-Konföderation, die für die nächsten 500 Jahre in einem anhaltenden Machtkampf verwickelt sein würden. Während dieser Zeit wurden die ersten koreanischen Schriftsysteme entwickelt wie Idu, Kugyŏl und Hyangchal, welche die altkoreanische Sprache überlieferten.
Im Jahr 676 gelang es Shilla, Korea durch die Eroberung von Koguryŏ und Paekche erstmals zu vereinen und die Kontrolle für einen Zeitraum von 200 Jahren von seiner Adligenklasse aus Gyeongju innehaben zu lassen. Gegen Ende des 9. Jahrhunderts wurde das Vereinigte Shilla von inneren Instabilitäten heimgesucht. Im Jahr 918 etablierte Taejo Wanggeom das Reich Koryŏ, die 936 die Zeit der Späteren Drei Reiche Koreas beenden sollte und somit den Grundstein für eine Dynastie legte, die Korea bis 1392 regieren sollte. Die Zeit ab 1232 war geprägt von sechs ergebnislosen mongolischen Invasionen und der darauffolgenden Unterwerfung an die Mongolen. In dieser Zeit entstand der Sŏn-Buddhismus, und 1290 die koreanischen Form des Neokonfuzianismus von Ahn Hyang. Diese würde das Land Jahrhunderte später zutiefst philosophisch und ideologisch prägen. 1356 gelang es Koryŏ die mongolische Präsenz zu beenden, jedoch wurde das Reich verstärkt durch militärische Auseinandersetzungen beeinträchtigt. Im Jahre 1377 wurden mit der Jikji die ersten bewegliche Lettern der Welt entwickelt. Es trat auch die Gelehrtenklasse der Yangban in Erscheinung, die fortan die politische und intellektuelle Praxis des Landes maßgeblich leiten sollte. Nach Auseinandersetzungen innerhalb des Militärs und dem politischen Umsturz durch den General Yi Sŏnggye wurde 1388 die Herrscherdynastie durch die der Chosŏn-Dynastie ersetzt. Im Jahr 1393 führte diese die Umbenennung nach dem antiken Vorgängerstaat durch.
Die ersten 200 Jahre unter der neuen Dynastie waren von relativem Frieden und innenpolitischer Stabilität geprägt. Aufgrund landwirtschaftlicher Fortschritte und administrativer Umstrukturierung erlebte das Land einen wirtschaftlichen Aufschwung und zunehmenden Wohlstand. Die erste Hälfte des 15. Jahrhunderts sah die Kreation des Han'gŭl-Alphabets, das 1443 unter Beauftragung und Beteiligung von Sejong dem Großen geschaffen wurde und den Aufstieg des konfuzianischen Einflusses im Land. Taejong und Sejong förderten maßgeblich Kunst, Wissenschaft und Astronomie. Sie gründeten unter anderem ein meteorologisches Institut, das die Regenzeiten vorhersagen sollte und reformierten das Steuersystem. Während der Mittelperiode der Chosŏn-Zeit kam es zu erbitterten ideologischen Spaltungen innerhalb der konfuzianischen Gelehrtenklasse, welche für die Leitung der Staatsangelegenheiten zuständig war. Die Sarim-Faktion geriet während der Herrschaft Seonjos in Konflikt mit den etablierten Bürokraten, spaltete sich jedoch nach der Machtübernahme wiederum in eine westliche und östliche Faktion. Die westliche Faktion spaltete sich wiederum in die Noron und Soron, während die östliche Faktion sich in einer nördlichen und südlichen Faktion aufging.
Im Jahr 1592 wurde das Land vom Einfall einer japanischen Invasionsstreitmacht im Südosten überrascht und verlor innerhalb weniger Wochen die Kontrolle über einige der wichtigsten Städte. Bis 1598 war Chosŏn-Korea mit der Rückeroberung der verlorenen Gebiete beschäftigt. 1627 fielen die Mandschu aus dem Norden ein, erreichten trotz militärischen Fehlschlägen die Hauptstadt Seoul und zwangen Korea in die Neutralität. Im Laufe des 17. und 18. Jahrhunderts erreichte der Neokonfuzianismus, der üblicherweise für die gelehrte Aristokratie vorbehalten war, auch die Allgemeinbevölkerung. Die meisten in der koreanischen Kultur gebräuchlichen konfuzianischen Riten stammen aus dieser Zeit. Korea genoss im 18. Jahrhundert ein letztes Mal erneut eine Periode des Wohlstands und der Stabilität. In dieser Zeit gab es eine verstärkte künstlerische Betätigung, die als typisch für die späte Chosŏn-Zeit gilt, bevor das Land im 19. Jahrhundert aufgrund angehender politischer und wirtschaftlicher Stagnation einen starken Niedergang erlebte. Gegen Ende der Dynastie brachte Korea durch seinen kompromisslosen Isolationismus im Westen den Ruf des „Einsiedlerreichs“ ein. Das „Land der Morgenstille“, wie sie ebenfalls genannt wurde, wurde ab etwa 1860 zur Zielscheibe expansionistischer Bestrebungen der europäischen Kolonialmächte als auch vom benachbarten Russland, Japan und China. 1910 wurde Korea mit der Eroberung durch das Nachbarland Japan erstmals von einer Fremdmacht annektiert und blieb bis zum Ende des Zweiten Weltkriegs unter japanischer Besatzung.
Nach dem Zweiten Weltkrieg kam es unter den Besatzungsmächten Sowjetunion und Vereinigten Staaten zur Teilung Koreas: Am 15. August 1948 wurde südlich des 38. Breitengrades die Republik Korea gegründet und als Reaktion darauf am 9. September 1948 im Norden die kommunistische Demokratische Volksrepublik Korea. Durch den Koreakrieg (1950–1953) wurde die Spaltung des Landes vertieft. Der anhaltende Wettstreit zwischen den beiden Staaten war eines der treibenden Kräfte für das Modernisierungsbestreben im zunächst zurückhängenden Süden.

## Prähistorisches Korea

### Altsteinzeit (ca. 700.000 bis 10.000 v. Chr.)

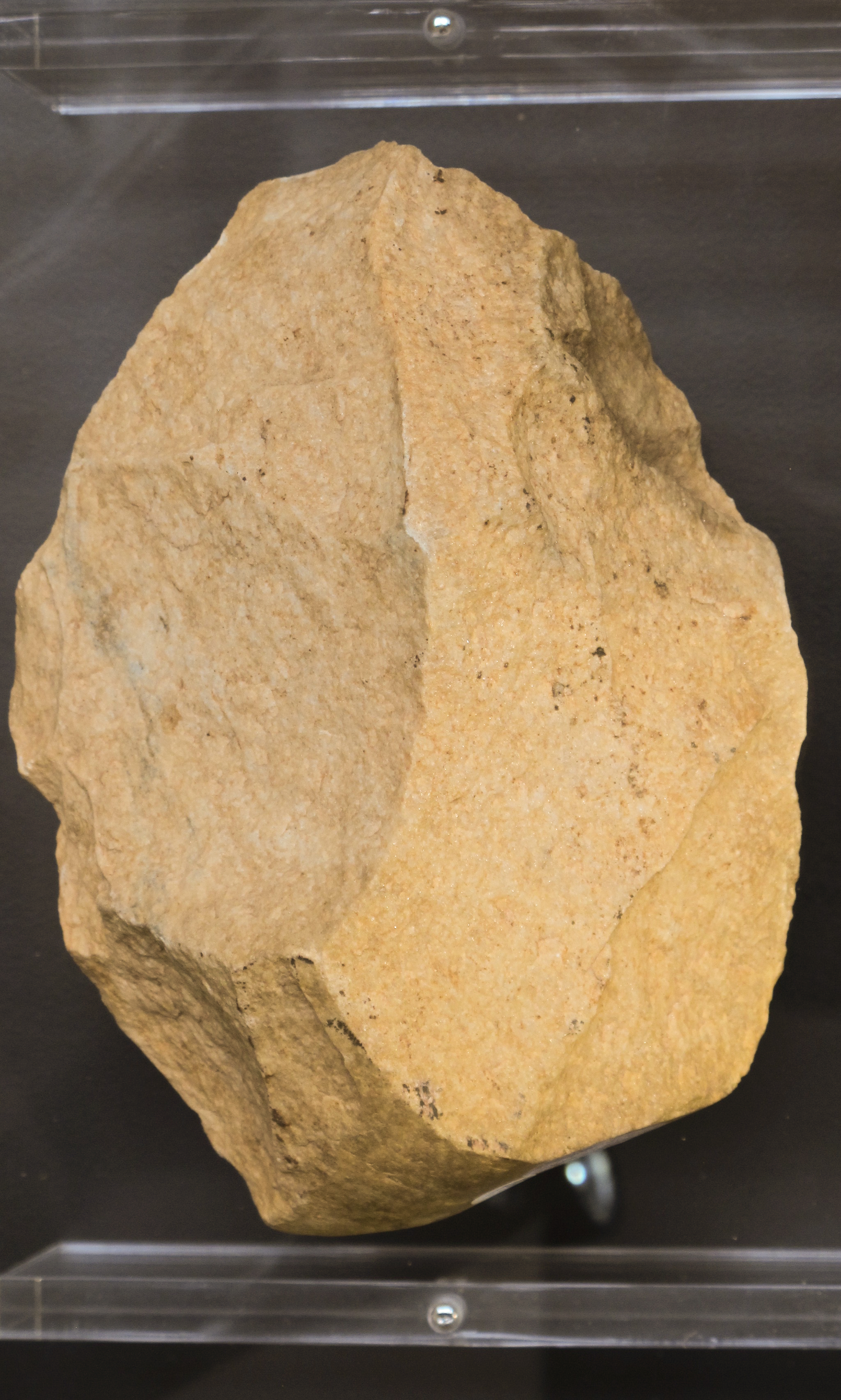
Altpaläolithischer Faustkeil aus dem Imjin-Hantan-Gebiet

Die koreanische Halbinsel wurde vermutlich zum ersten Mal während des Altpaläolithikums besiedelt. Darauf deuten etwa 30 Fundorte aus der Altsteinzeit hin, die sich über die gesamte koreanische Halbinsel und über Teile von Nordostchina erstrecken. Ein großer Teil der Funde besteht aus Stein-, Horn- und Knochenwerkzeugen, wobei die geschliffenen Steinwerkzeuge deutlich dominieren. Die ersten Spuren menschlicher Präsenz werden auf ein Alter von 700.000 Jahren datiert. Eine dauerhafte Besiedlung gab es jedoch nicht.
Weitere Funde beinhalten steinerne Tierskulpturen oder in Stein gravierte Tiergestalten, die auf künstlerische oder magisch-religiöse Tätigkeiten hindeuten. Des Weiteren wurden Knochen von Homo erectus gefunden, darunter zwei vollständig erhaltene Kinderskelette. Mit Hilfe der Radiokarbon-Datierung konnten einige der Funde auf ein Alter von 400.000 bis 500.000 Jahre geschätzt werden.
Die paläolithischen Fundstätten verteilen sich über die gesamte koreanische Halbinsel und konzentrieren sich hauptsächlich in den Becken der großen Flüsse in Zentralkorea, wie dem Taedong, Imjin, Hantan und Han.
Die frühen Bewohner der koreanischen Halbinsel lebten in Höhlen oder Hütten, die sie selbst erbauten und sich oft an sonnigen Plätzen in der Nähe von Wasserquellen befanden. Sie nutzten Feuer zum Heizen und Kochen und lebten von der Jagd, dem Fischfang sowie dem Sammeln von Obst, Beeren und genießbaren Wurzeln. Die heutigen Koreaner sind keine Nachkommen der Menschen, die hier vor rund einer halben Millionen Jahren lebten.

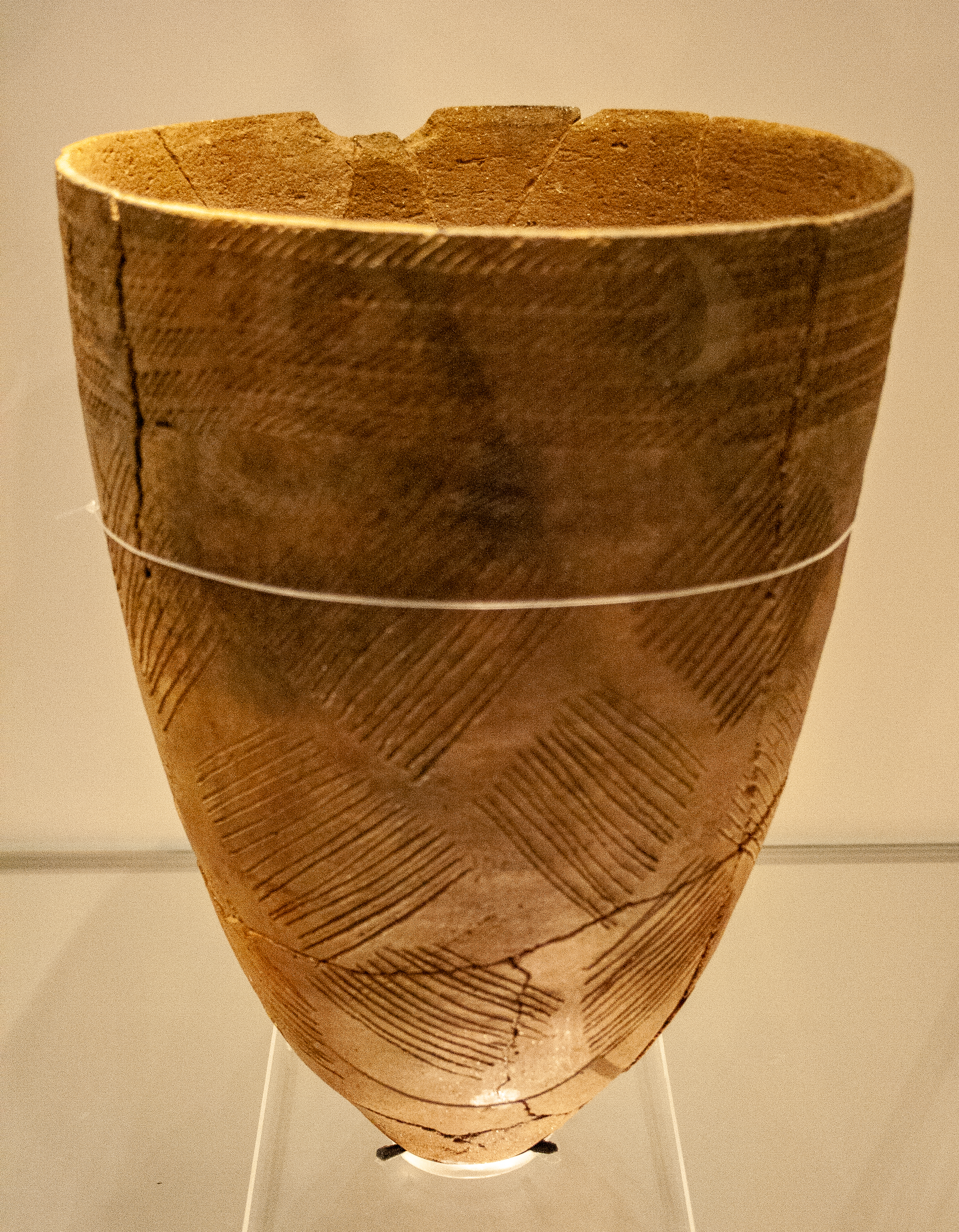
Tontopf mit Kammmuster aus Amsa-dong

### Mittel- und Jungsteinzeit (10.000 bis 1.500 v. Chr.)
Archäologische Funde deuten darauf hin, dass die Halbinsel vor rund 18.000 bis 12.000 Jahren dauerhaft besiedelt war. Die Urbevölkerung der Halbinsel setzte sich aus nordostasiatischen Küstenbevölkerungen und einer den Menschen der Jōmon-Kultur nahestehenden Bevölkerungsgruppe zusammen. Der Name Chŭlmun bedeutet „Kammkeramik“ und leitet sich von den Fischgrätenmustern her, die so aussehen als wären sie mit einem Kamm durchzogen worden. Die Menschen dieser Zeit führten einen halbnomadischen Lebensstil als Sammler, Jäger und Fischer und betrieben den Anbau von Wildfrüchten und Wildgräsern wie Wildreis, Hirse, Gerste und Sorghum. Der Hirseanbau begann etwa um 4500 v. Chr.
Die Kultur der Chŭlmun-Zeit, die von 6000 bis 1500 v. Chr. datiert wird, zeigt Ähnlichkeiten mit der archäologischen Kultur des japanischen Archipels aus der gleichen Epoche. Die Menschen der Jōmon-Zeit im benachbarten Japan weist eine breite genetische Verwandtschaft zu Küstenbevölkerungen Ostasiens auf wie den Ainu, Japanern, Koreanern, Ultschen, Niwchen und den Ureinwohnern Taiwans (Amis und Atayal) auf.

Die Chŭlmun-Kultur endete zwischen 1500 v. Chr. und 700 v. Chr. Im Neolithikum bildete sich aus ihr die Mumun-Kultur heraus.

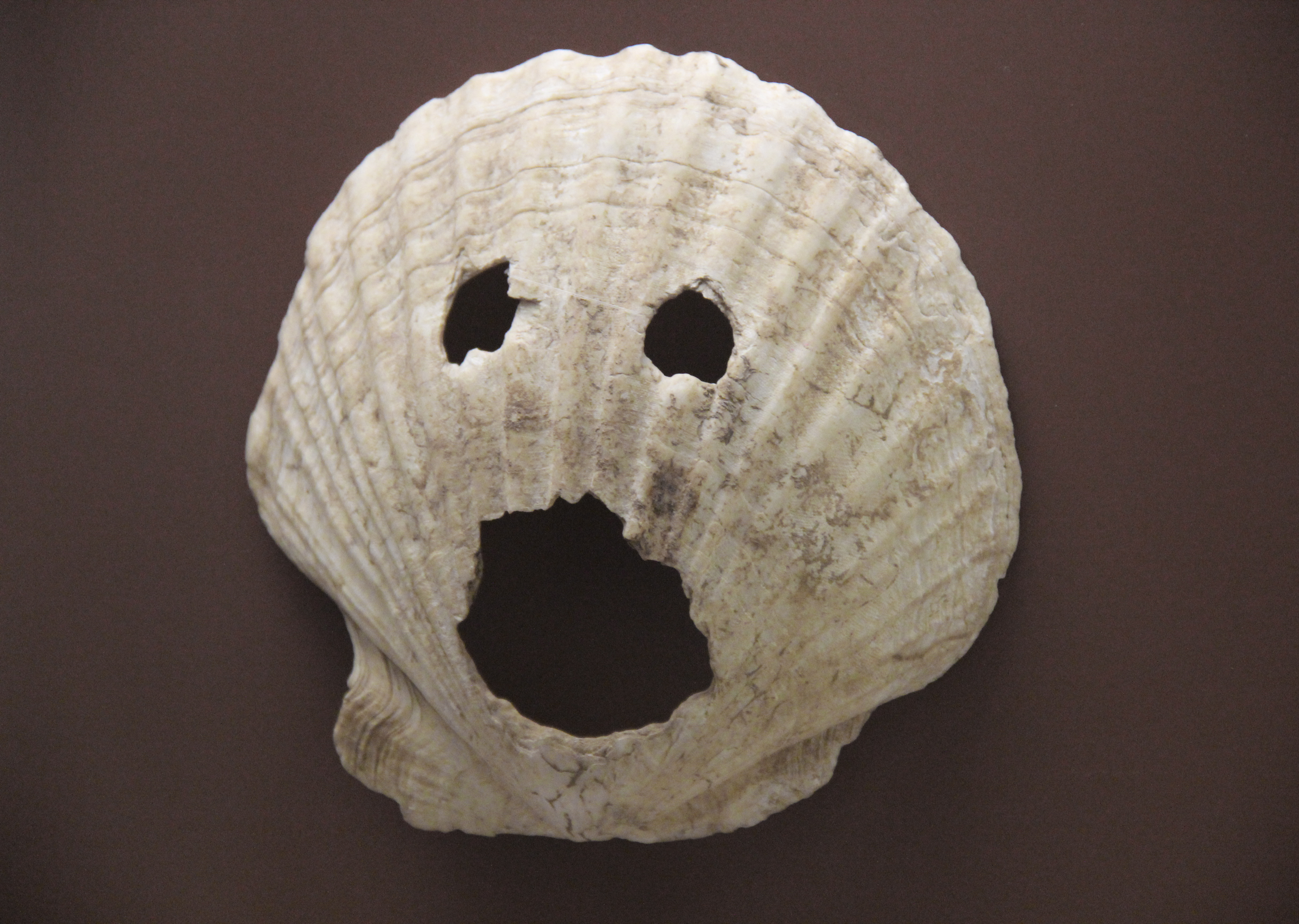
Muschelmaske, ausgegraben bei Tongsam-dong
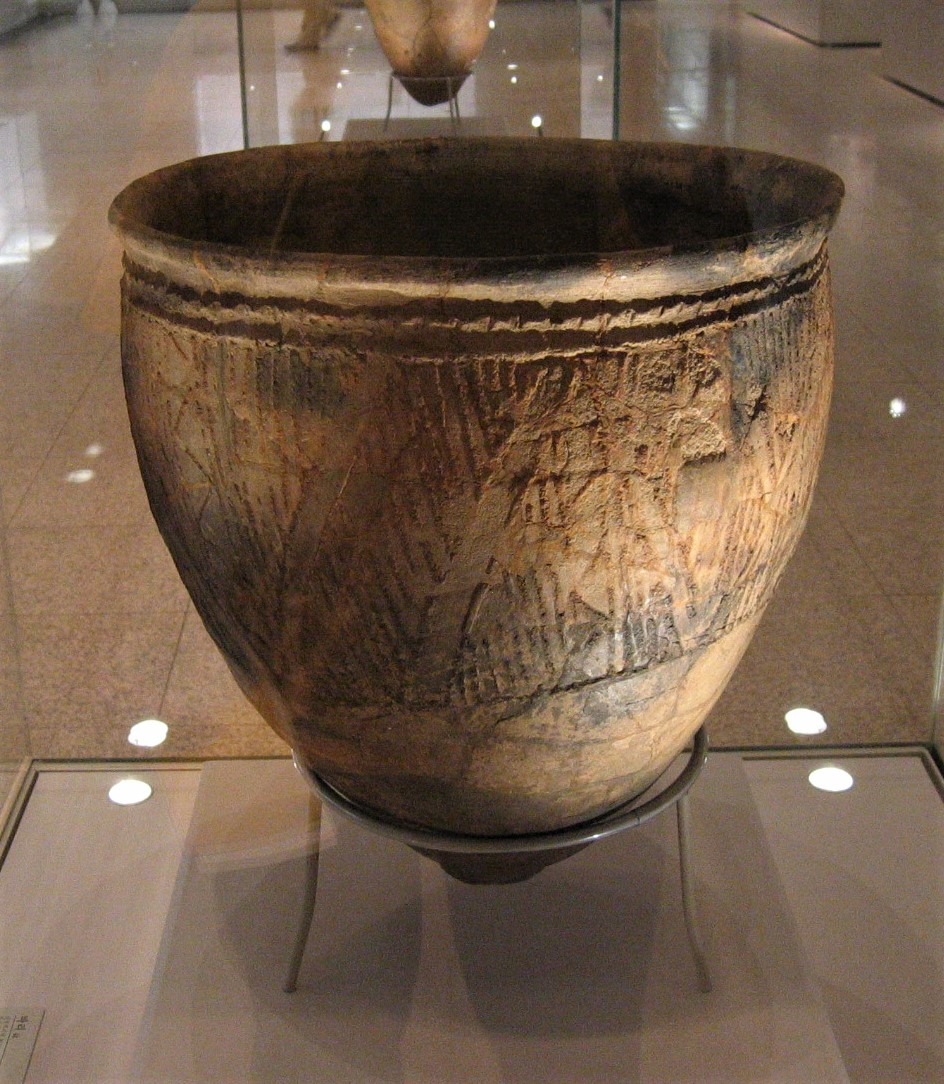
Keramik mit Dekorationen
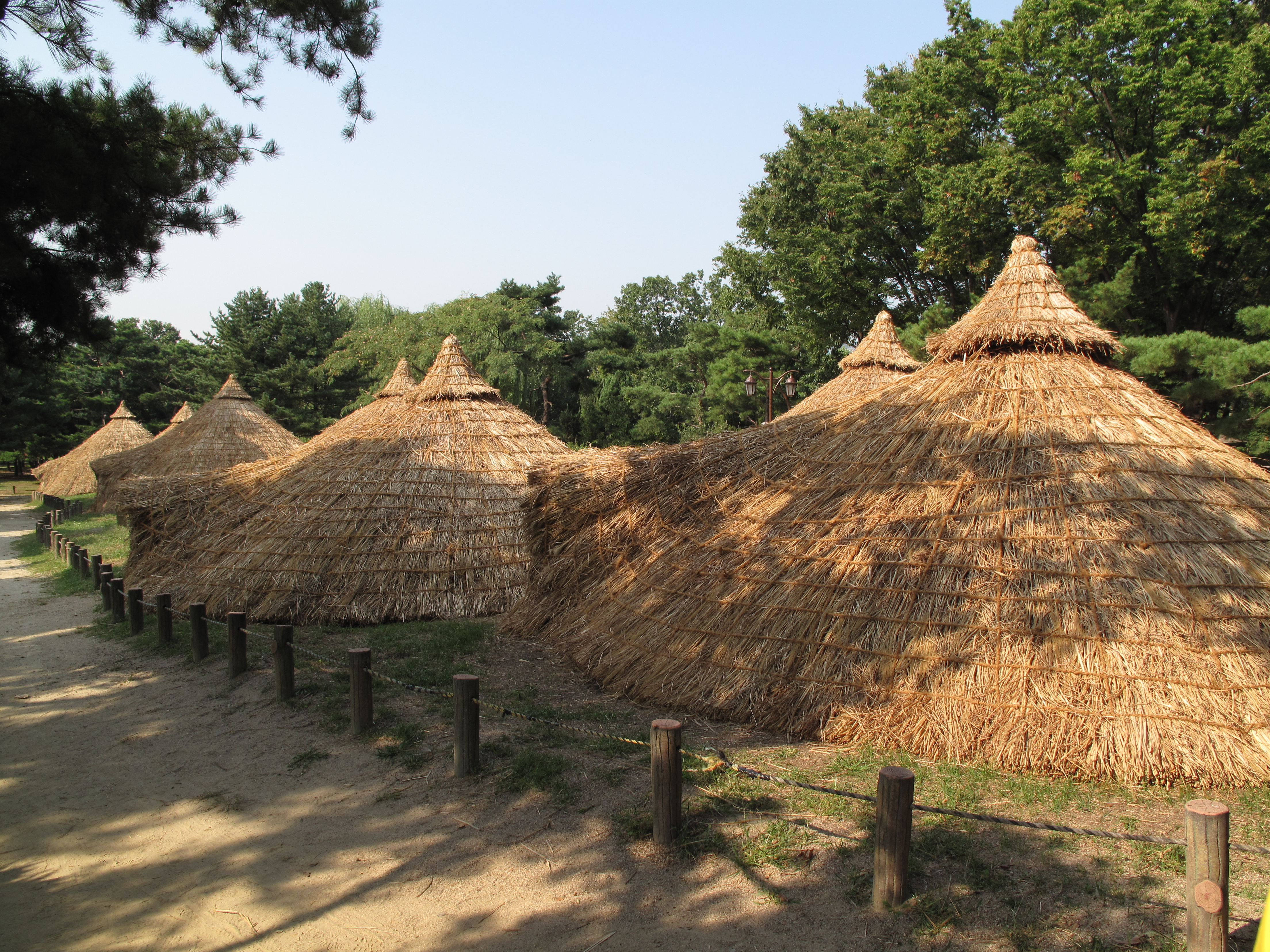
Rekonstruiertes Dorf auf der Amsa-dong Ausgrabungsstätte
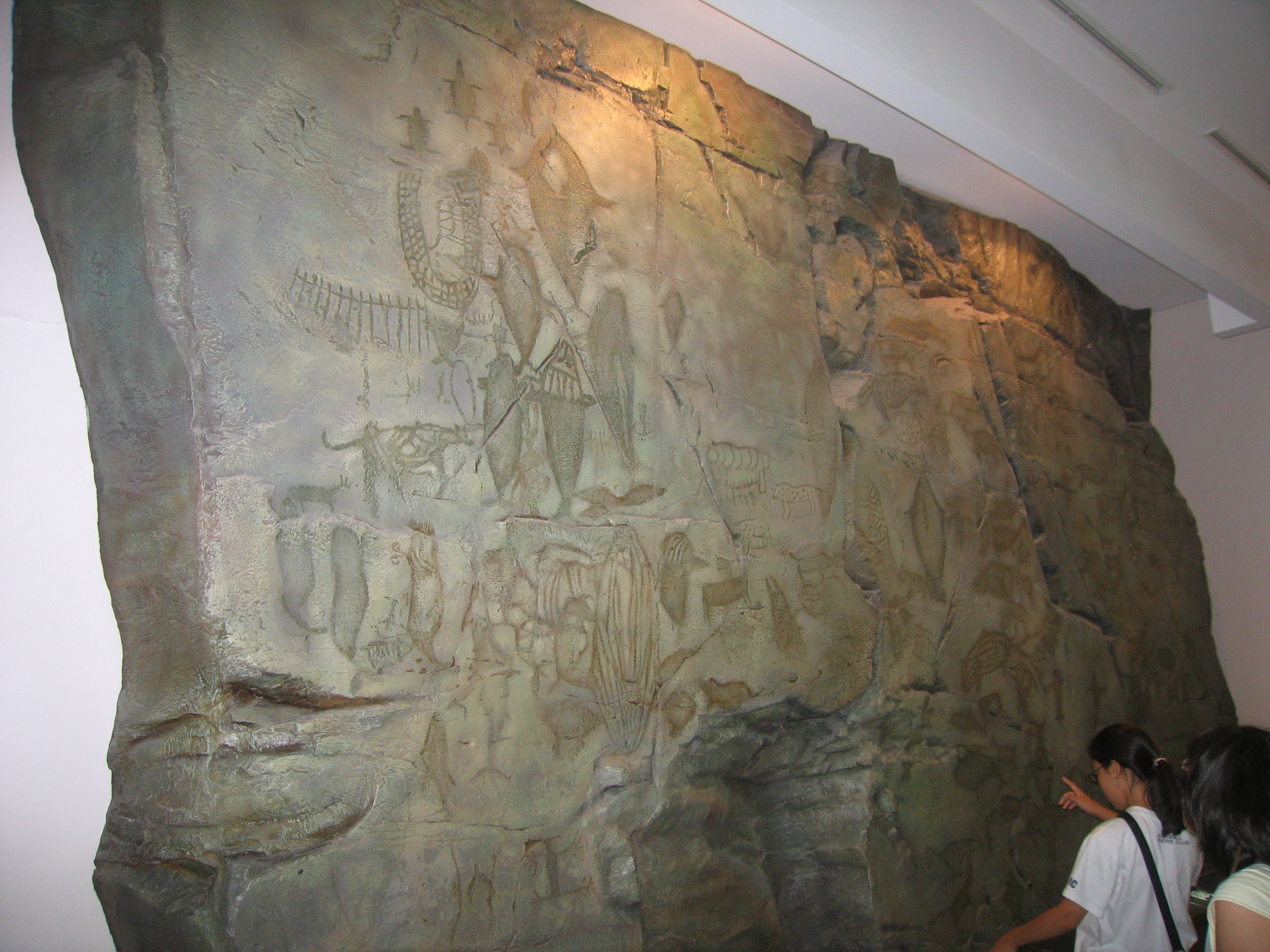
Petroglyphen von Ulsan
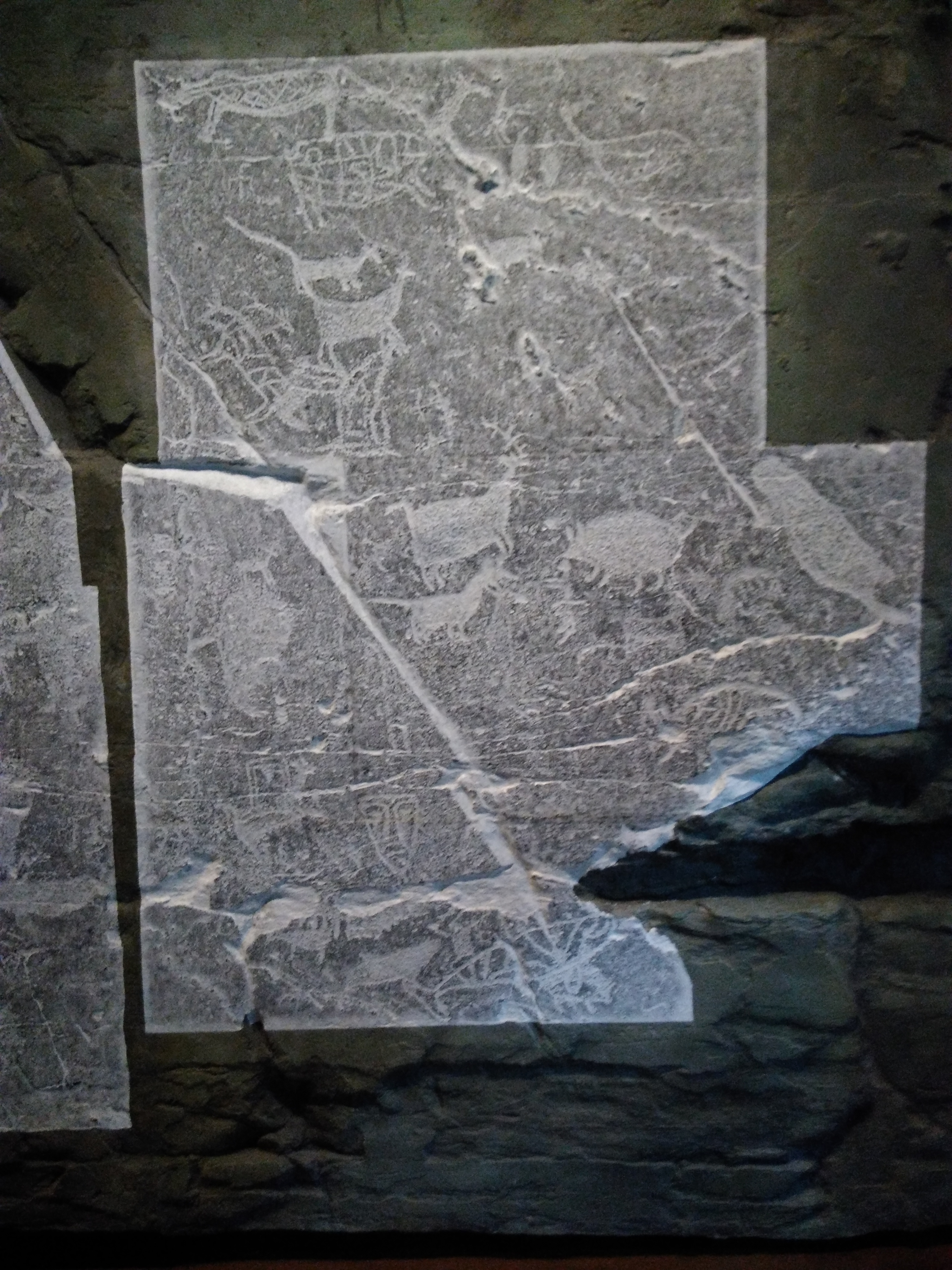
Replikat eines weiteren Petroglyphen

### Von der Bronzezeit bis zur Frühgeschichte (Mumun-Zeit)

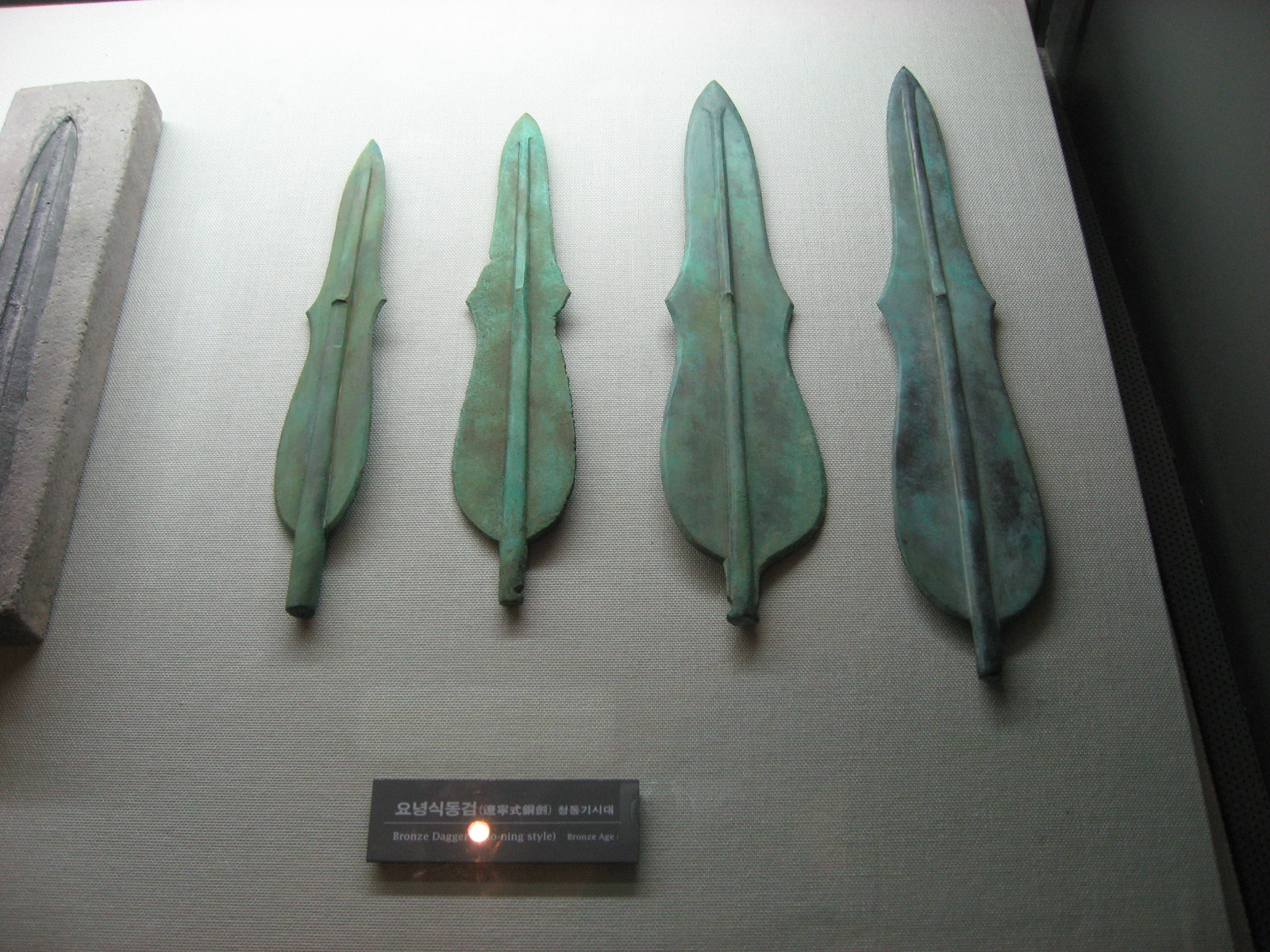
Lautenförmige Bronzeklingen

Die ersten in Korea entdeckten Bronzeobjekte stammen aus der Zeit um 700 v. Chr. Ihr Stil, geprägt von mispelförmigen Bronzeklingen, findet sich entlang des Liao-Flusses, auf der Liaodong-Halbinsel und im westlichen Korea.
Zunächst wurde kälteresistenter Trockenreis angebaut. Der Nassreisanbau in Korea und Japan entwickelte sich später, ausgehend von Shandong, und erreichte über die Liaodong-Halbinsel um etwa 1500 v. Chr. Korea. Diese Verbreitung wird mit der Mumun-Kultur nach 1500 v. Chr. auf der koreanischen Halbinsel und der Yayoi-Kultur nach 950 v. Chr. im japanischen Archipel in Verbindung gebracht.
Die Seidenherstellung, Spinnerei und Weberei sind für das 1. Jahrtausend v. Chr. nachzuweisen. Etwa 35,000 Dolmen, rund 40 % der weltweiten Megalithfunde, stammen aus Korea, so dass Korea auch das „Königreich der Dolmen“ genannt wird. In diesen Dolmen wurde Bronze- und Jadeschmuck gefunden.
Eine Genstudie von Siska et al. (2017) zeigt, dass moderne Koreaner eine starke Affinität zu den Knochenfunden in der archäologischen Ausgrabungsstätte Devil’s Gate in der Region Primorje im heutigen Russland, nahe Nordkorea, zeigen, zusammen mit den Ultschen, den Oroqen, den Hezhen (Nanai) und den Japanern.

Die gängige Meinung zur sprachlichen Einordnung der Menschen der Mumun-Zeit ist, bereits Sprachen gesprochen wurden, die mit den späteren koreanischen und japanischen Sprachfamilien verwandt waren.

Verbreitung verschiedener Typen von Bronzeklingen in Nordostasien.

Im 3. Jahrhundert v. Chr. verschwinden Reisanbau-Stätten aus dem archäologischen Befund und tauchen im 1. Jahrhundert n. Chr. wieder auf. Die Unterbrechung der Nassreisanbaus fällt zeitlich mit dem Aufkommen der Bronzedolch-Kultur im 3. Jahrhundert v. Chr. zusammen. Die mit Go-Joseon in Verbindung stehende Bronzedolch-Kultur verschwindet westlich des Liao mit der Eroberung des Flussoberlaufes durch den Yan-Staat in Nordchina.

## Go-Joseon
Nach den Zeitangaben der Samguk Yusa soll das erste Staatentum Koreas, Go-Joseon (고조선, 古朝鮮, wörtlich „Alt-Joseon“) in den 2300ern v. Chr. vom mythologischen Halbgott Dangun Wanggeom gegründet worden sein. Der Präfix Go- „alt“ ist eine moderne Konvention um den antiken Staat vom späteren Joseon zu unterscheiden. Der tatsächliche Name war Joseon.
Joseon wird erstmals in chinesischen Schriften aus der Zeit der Frühlings- und Herbstannalen (8. bis 5. Jhd. v. Chr.) erwähnt und lag laut den Quellen im Nordosten des damaligen Chinas und der Bohai-Bucht.
Die Entstehung des historisch belegbaren Go-Joseon wird basierend auf archäologischen Funden spätestens auf das 7. Jahrhundert v. Chr. geschätzt. In der heutigen Historiographie wird Go-Joseon mit der zeitgleichen Bronzekultur, insbesondere der Verbreitung von blattförmigen Bronzedolchen in Nordostasien, in Verbindung gebracht. Wie ein Fund eines Bronzeschildes mit einer Darstellung derselben zeigt, gab es spätestens 300 v. Chr. in Korea sogenannte sottae, schamanistische Pfähle, auf deren Spitze drei Vögel sitzen und die auch heute viele Dörfer am ersten Vollmondtag des Jahres am Dorfeingang zieren. Die Vögel waren glückverheißende Überbringer von Getreidesamen.
Ihre Hauptstadt wird als Asadal (아사달, 阿斯達) im Werk Samguk Sagi erwähnt. Asadal unterscheidet sich von der Hauptstadt Wiman Go-Joseons, Wanggeom-seong durch die Überlieferung ihres phonetischen Wertes aus dem Altkoreanischen, anstelle der semantischen Deutung. Es setzt sich eventuell aus den zwei Wörtern *asa für „Aufsteigende (Morgen-)Sonne“ (vergleiche Koreanisch achim und Mittelkoreanisch achóm) und *dal, was „großes Feld“ bedeutet, zusammen.

### Wiman-Joseon
Nachdem Wei Man (kor. Wiman), ein auf eigene Faust handelnder General aus dem nordchinesischen Staat von Yan, 194 v. Chr. nach Go-Joseon gekommen war und dort kurz darauf die Macht an sich gerissen hatte, wurde das Land wie unter seinen Nachfolgern auch Wiman-Joseon genannt. Es arrangierte sich eine Zeit lang mit dem China der Han-Dynastie, wurde aber schließlich von diesem erobert und unter der Kontrolle von vier Militärkommandanturen gestellt. Gegen Ende der Existenz spalteten sich einige Teilstaaten ab, so im Norden Goguryeo, in der Mandschurei Buyeo sowie im Nordosten Koreas Okjeo und Dongye, die nach und nach in Goguryeo aufgingen.
Es wird vermutet, dass der Daoismus die früheste Schule der orientalischen Philosophie war, die Korea erreichte. Gija-Joseon aus dem 11. Jahrhundert v. Chr. ist dagegen historisch nicht nachweisbar und tauchte in Joseon im 16. Jahrhundert in neokonfuzianistischen Schriften auf. Es wird vermutet, dass die Gija-Legende erfunden wurde, um eine zuvor nicht existierende antike Präsenz des Konfuzianismus zu fabrizieren und so eine Vorrangstellung gegenüber dem älteren koreanischen Buddhismus zu schaffen.

## Jinguk und die Proto-Drei-Reiche-Zeit

### Jinguk
Wiman-Joseon beherrschte Teile des Nordwestens von Korea; im Süden gab es ein Reich Jin (辰), über das wenig bekannt ist, da es entweder keine Schrift kannte oder keine schriftlichen Zeugnisse überliefert wurden (nicht verwandt mit dem 金 der chinesischen Jin-Dynastien). Die Konföderation löste sich kurz nach dem Fall von Go-Joseon auf und bildete zusammen mit Migranten aus Go-Joseon die Länder der Samhan-Periode. Bevor sich die vielen Einzelstaaten zu Mahan, Jinhan und Byeonhan zusammenschlossen, soll es laut dem Dongyi-Kapitel des Sanguo zhi 70 Staaten auf der koreanischen Halbinsel gegeben haben.

### Die Vier Han-Kommandanturen
Die Han-Kommandanturen (Lelang, Zhenfan, Lintun, Xuantu und später das aus Zhenfan ausgegliederte Daifang) wurden in den Jahren nach der Eroberung Go-Joseons in dessen Einflussbereich durch Han Wudi gegründet. Im Norden der koreanischen Halbinsel entstand der koreanische Nachfolgestaat Buyeo, der wesentlich zur Entwicklung von Goguryeo zu einem Königreich beitrug. Lelang kontrollierte das direkt von Wiman-Joseon verwaltete Gebiet, während Zhenfan und Lintun die Stelle zweier von Go-Joseon abhängiger Klientenstaaten einnahmen. Xuantu wurde auf dem Stammesgebiet der Yemaek aufgestellt. Daifang wurde an Stelle der 75 v. Chr. zerstörten Zhenfan-Kommandantur errichtet.
Die Han-Kommandanturen wurden von Gouverneuren regiert, die von der Zentralgewalt in China entsandt wurden. Die Gouverneure ernannten dann untergeordnete Bürokraten aus der einheimischen Bevölkerung.

### Samhan
Aus Mahan und Jinhan gingen insbesondere zwei Staaten hervor, nämlich Saro/Seora/Seorabeol (Silla) und Baekje um ihre Hauptstadt Soburi/Sabi, die ihr Territorium nach und nach ausdehnten und schließlich Mahan bzw. Jinhan vereinigten. Byeonhan schloss sich zum Gaya-Stadtstaatenbund zusammen. Silla soll 57 v. Chr. von Hyeokgeose in der Nähe des heutigen Gyeongju und Baekje von einem Emigranten aus Goguryeo im Han-Flusstal gegründet worden sein.
Sprachwissenschaftler gehen heute davon aus, dass sich im Süden der koreanischen Halbinsel Sprecher einer Proto-Japanischen Sprache befanden und zwischen dem 10. und 3. Jahrhundert v. Chr. auf den japanischen Archipel übersiedelten. Deren Nachfahren wurden später zu den heutigen Japanern. Die Sprache wird im englischen Sprachgebrauch als „Peninsular-Japonic“ bezeichnet und wird als Teil der Japanisch-Ryūkyū Sprachfamilie klassifiziert. Die Ursachen für die Yayoi-Migrationen sind unbekannt, eine Vermutung ist eine Verdrängung oder Assimilation durch proto-koreanische Reiternomaden aus Südsibirien.

## Drei Reiche von Korea

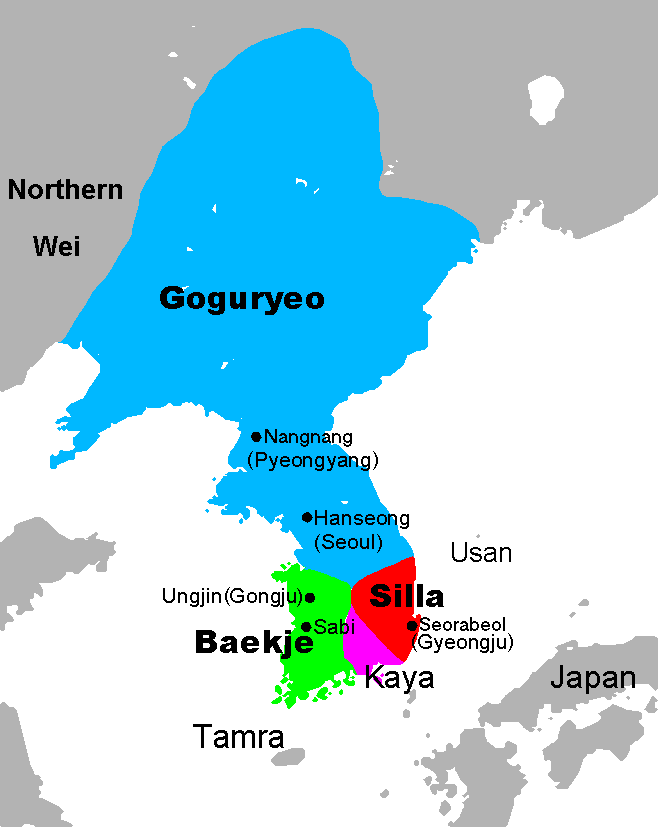
Die drei Reiche auf der Koreanischen Halbinsel zu Ende des 5. Jahrhunderts

In den ersten Jahrhunderten n. Chr. konnten sich schließlich die Königreiche Goguryeo, Baekje und Silla durchsetzen – die sogenannten Drei Reiche von Korea. Der Buddhismus wurde in dieser Zeit in ganz Korea eingeführt. Zunächst war Goguryeo im Norden das deutlich mächtigste Reich, es geriet aber immer mehr in Gegensatz zu China. 313 eroberte Goguryeo die chinesische Kommandantur Lelang, die etwa an der heutigen Grenze zwischen den beiden Koreas lag. Es war damit erstmals Nachbar von Baekje und Silla und es entstanden Konflikte mit den beiden kleineren Reichen, die sich viele Jahrhunderte hinzogen. Japan und China waren als Verbündete gefragt.
Im Jahr 655 verbündete sich Silla mit der chinesischen Tang-Dynastie und besiegte zunächst 660 Baekje und im Jahr 668 auch Goguryeo. In beiden Fällen profitierte es von innenpolitischen Zerwürfnissen ihrer Gegner.

## Vereinigtes Silla und Balhae

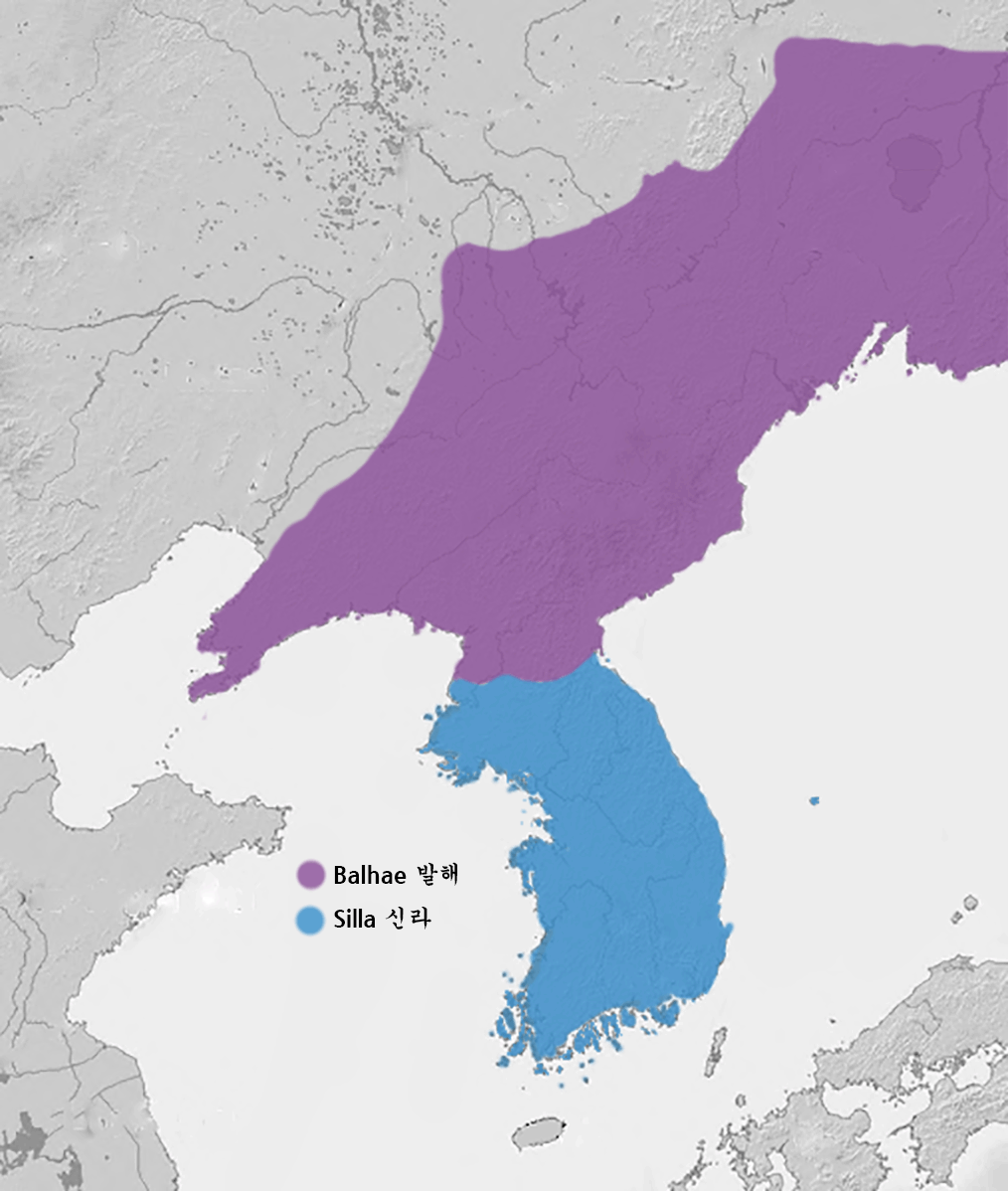
Silla und Balhae, Karte von 830

Nach dem Sieg über die anderen Teilreiche beherrschte Silla bis zum Ende des 9. Jahrhunderts die Halbinsel. Die Hauptstadt Seorabeol (dt. „Hauptstadt“), auch Gyerim („Hahnenforst“) oder Geumseong („Goldstadt“), lag an der Stelle des heutigen Gyeongju und war eine für ihren Reichtum und Luxus bekannte Millionenstadt. Seorabeol war Teil des Seidenstraßennetzes und war am kulturellen Austausch bis in die islamische Welt und die zentralasiatischen Steppen beteiligt. In arabischen geografischen Beschreibungen von Silla wird es als Inselstaat am östlichen Ende der Welt erwähnt.
Im äußersten Norden der koreanischen Halbinsel und vor allem in der Mandschurei entwickelte sich das Königreich Balhae, das Teile der geflohenen Bevölkerung Goguryeos aufnahm. Da Balhae etwa zeitgleich mit Silla unterging, wanderten von Norden her viele Koreaner auf die koreanische Halbinsel ein.

## Dynastien der Reichseinheit

### Goryeo
Das neu entstandene Reich Goryeo (918–1392), das zunächst das heutige Zentralkorea beherrschte, annektierte das Silla-Reich und hatte von 936 bis 1392 Bestand mit der neuen Hauptstadt des vereinigten Koreas, Gaegyeong.
Im 10. und frühen 11. Jahrhundert war Goryeo in drei Kriege mit der para-mongolischen Kitan Liao Dynastie verwickelt, aus welchen Goryeo siegreich hervorkam. Die darauffolgende Zeit des 11. und 12. Jahrhunderts gelten als die Blütezeit Goryeos. Das internationale Gleichgewicht im Ostasien des 12. Jahrhunderts wurde durch die Invasionsversuche der Jurchen Jin gegen Liao und die Song gestört.
Die Halbinsel wurde in den Invasionen von 1231/32 und 1238 größtenteils von den Mongolen besetzt, dennoch leistete das damalige Militärregime (regiert von einem Militärdiktator anstelle eines machtlosen Herrschers) in den folgenden 30 Jahren und insgesamt 9 aufeinander folgenden Invasionen erbitterten Widerstand. Nach dem Sturz der Militärdiktatur ergab sich auch die zunächst geflohene Königsfamilie nach Jahren des Asyls auf der Insel Ganghwa. In den folgenden 150 Jahren war Korea ein tributpflichtiger Vasallenstaat (Quda) der Mongolen, die zwangsweise durch Heirats- und Blutsverwandtschaftsbeziehungen (Khüregen) mit der Familie des Khagans verbunden war. Die Goryeo-Monarchie war daher auch bei den versuchten mongolischen Invasionen Japans beteiligt und trug in Form von Schiffen und Seesoldaten dazu bei. Im Jahr 1356 brach Goryeo nach einem Überraschungsangriff auf die mongolischen Garnisonen am Fluss Amnok die diplomatischen Beziehungen zum Yuan-Reich ab und erlangte somit wieder seine vollständige Souveränität.

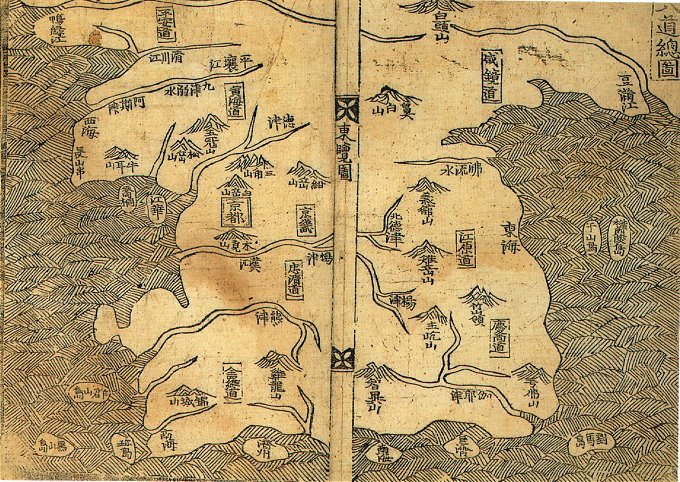
Karte von 1531

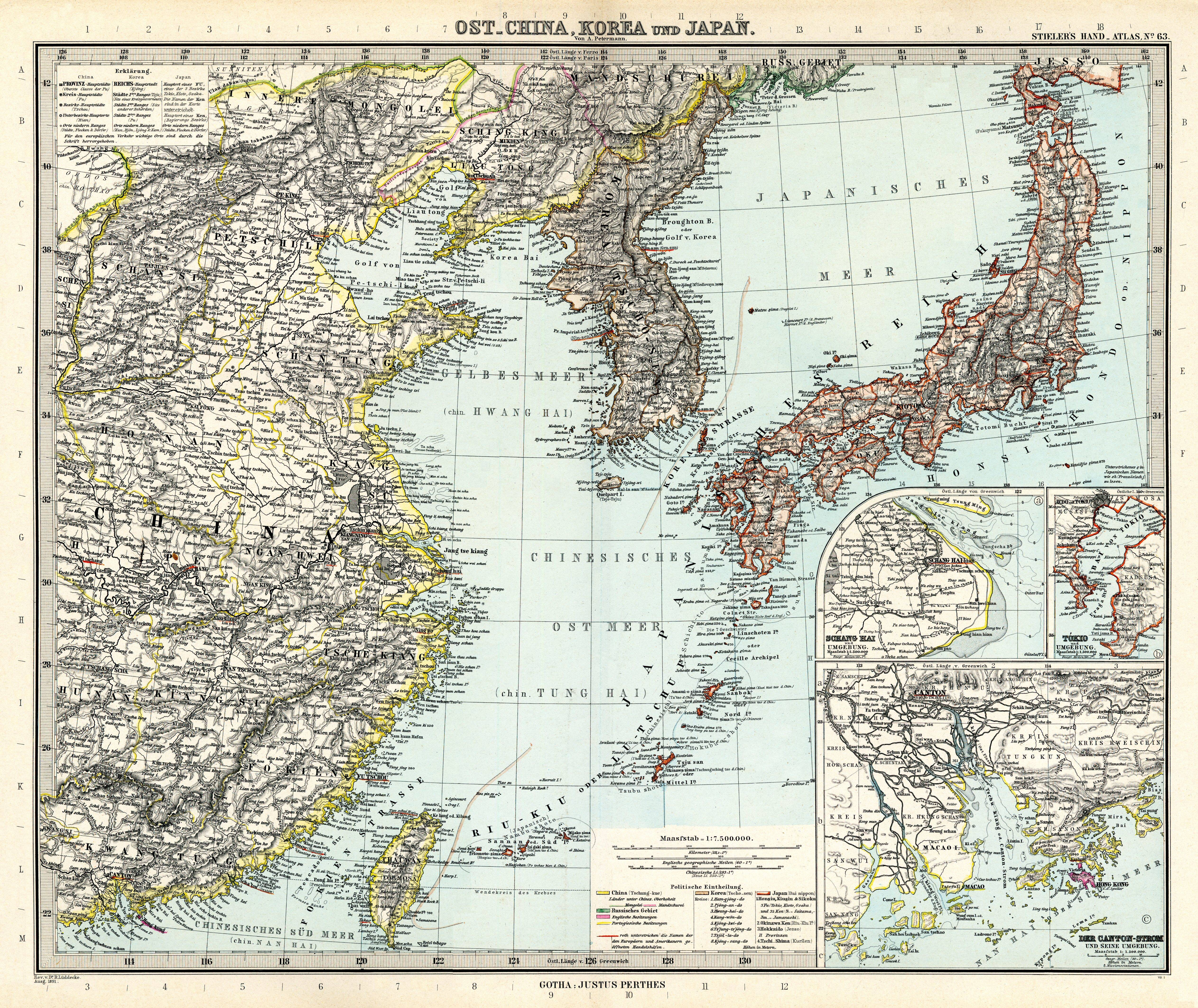
Karte von 1891

### Joseon
Nachdem die Herrscherfamilie Goryeos im Jahr 1392 im Zuge innenpolitischer Krisen sowie eines Invasionsplans für die Halbinsel Liaodong entmachtet worden war, rief der General Yi Seong-gye das Königreich von Joseon aus. Joseon war in lokale militärische Konflikte verwickelt wie z. B. in der Ōei-Invasion auf Tsushima, um die Piratenaktivitäten an den Küsten Koreas zu unterbinden. In den 1390ern bis 1410ern wurden die nördlichen Grenzen bis zum Fluss Tumen erweitert, die bis heute die modernen Grenzen Koreas bilden.
1443 wurde während der Herrschaft von König Sejong die koreanische Schrift Hangul erfunden. Im Jahr 1592 fiel das von Toyotomi Hideyoshi geeinte Japan mit einem großen Heer in Korea ein. Der Imjin-Krieg wurde in den Jahren 1592 bis 1595 und 1596 bis 1598 ausgetragen, aus dem Joseon als Sieger hervorging, was vor allem auf Erfolge des Generals Yi Sun-sin zur See zurückzuführen war.
Im Jahr 1637 wurde Joseon tributpflichtig gegenüber der Mandschu Qing-Dynastie. Dies blieb so bis zum 17. April 1895, als China im Rahmen des Streits um die Vorherrschaft auf der koreanischen Halbinsel den Ersten Japanisch-Chinesischen Krieg gegen das Kaiserreich Japan verlor. Im Vertrag von Shimonoseki beendigte China ihre traditionellen Beziehungen mit Korea. 1897 wurde von König Gojong ein Koreanische Kaiserreich ausgerufen, womit das Königreich Joseon offiziell endete.

### Kaiserreich Korea
Nach dem Russisch-Japanischen Krieg (1904–1905) hatte sich Japan als dominante Kraft in Ostasien etabliert. 1905 wurde Joseon mit dem Eulsa-Vertrag zum Protektorat Japans erklärt und unter Gojongs Sohn, Kaiser Sunjong, ein japanischer Generalresident für Joseon bestimmt.
Am 22. August 1910 musste der koreanische Kaiser unter Druck durch die japanische Regierung abdanken, nachdem der japanische Premierminister Itō Hirobumi am 26. Oktober 1909 einem Attentat zum Opfer fiel.

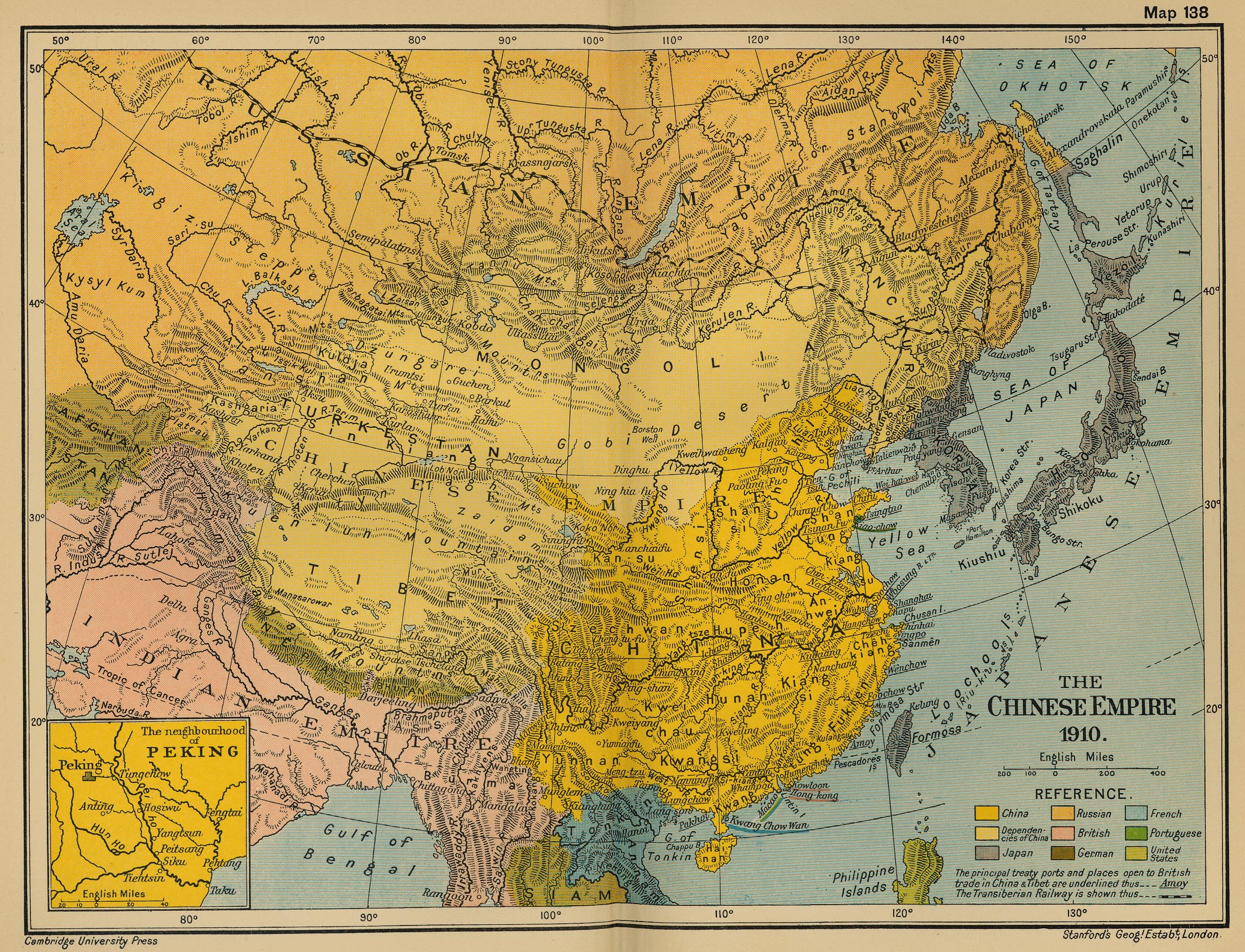
Karte (1910) mit dem Staatsgebiet des Japanischen Kaiserreichs (grau untermalt). Es umfasste unter anderem die koreanische Halbinsel als neue Provinz Chōsen.

## Kolonialzeit

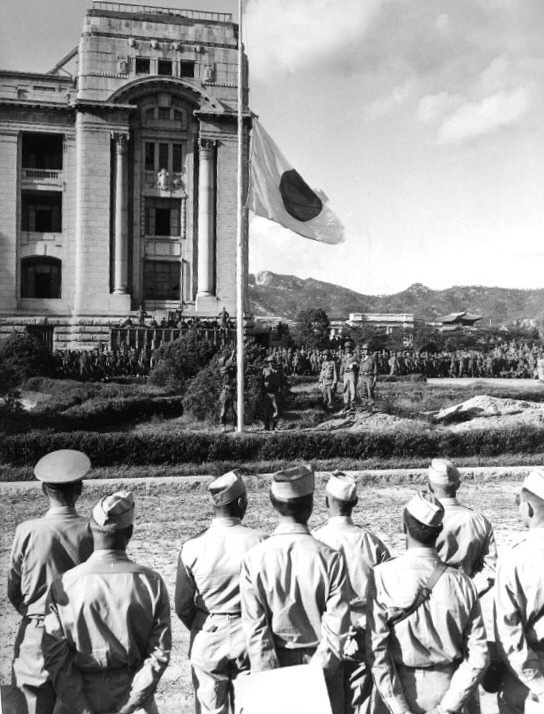
Mit dem Einholen der japanischen Flagge am 9. September 1945 vor dem Sitz des Generalgouverneurs in Keijō wird die offizielle Verwaltungsübergabe des südlichen Teiles der Provinz Chōsen an die US-Amerikaner vollzogen.

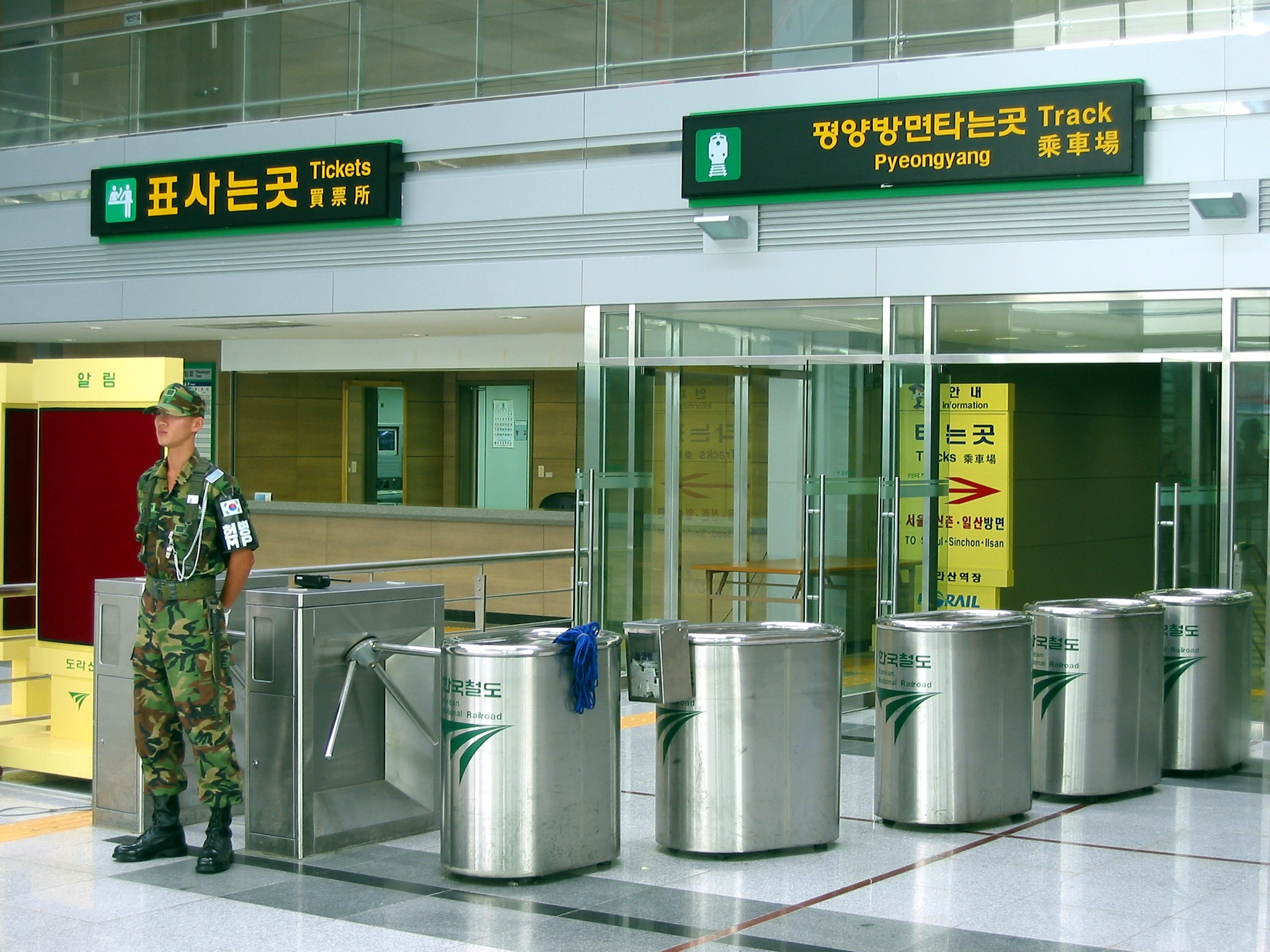
Die Dorasan-Station an der Grenze zu Nordkorea

1910 wurde Korea von Japan annektiert. Während der gesamten Besatzungszeit wurde Korea kaum modernisiert und blieb bis zum Ende ein verarmtes landwirtschaftliches Hinterland. Dieses ging mit der Unterdrückung der koreanischen Kultur und Sprache einher. Die Alphabetisierungsrate stagnierte vollständig bei 20 %, einem Wert identisch zu dem vor der Besatzung.
Am Ende des Zweiten Weltkriegs kapitulierte am 15. August 1945 das Japanische Kaiserreich. Die Soldaten der Kaiserlichen Japanischen Armee in der nördlichen Zone Chōsens (nördlich des 38. Breitengrads) mussten sich den Streitkräften der Sowjetunion und in der südlichen Zone den US-Amerikanern ergeben.
Der 15. August 1945 wird in den beiden heutigen Teilen Koreas als „Tag der Unabhängigkeit“ betrachtet.

## Die Teilung in Nord- und Südkorea
Nachdem die Verhandlungen zwischen den Vereinigten Staaten und der Sowjetunion über ein vereinigtes Korea bis 1947 ergebnislos verlaufen waren, brachten die Vereinigten Staaten die Koreafrage vor die Vereinten Nationen. Am 14. November 1947 erreichten die Vereinigten Staaten eine UN-Resolution, die freie Wahlen, den Abzug aller ausländischen Truppen und die Schaffung einer UN-Kommission (UNTCOK: UN Temporary Commission on Korea) für Korea vorsah. Die Vereinigten Staaten zogen die Truppen zurück, die im Süden Koreas stationiert waren, die Sowjetunion zog bis Ende 1948 vertragsgemäß aus Nordkorea ab.
Am 10. Mai 1948 fanden im Süden Wahlen statt, die Rhee Syng-man gewann. Allerdings wurden die Wahlen von den linken Parteien boykottiert. Am 13. August 1948 übernahm Rhee Syng-man offiziell die Regierungsgeschäfte von der US-amerikanischen Militärregierung. Der sowjetisch kontrollierte Norden beantwortete dies mit der Gründung der Demokratischen Volksrepublik Korea am 9. September 1948, deren erster Präsident Kim Il-sung wurde. Beide Regierungen sahen sich als rechtmäßige Regierung über ganz Korea an und erklärten darüber hinaus, diesen Anspruch auch militärisch durchsetzen zu wollen. Ermutigt durch eine Äußerung des US-Außenministers Dean Acheson, die dahingehend interpretiert werden konnte, dass die Vereinigten Staaten nicht um Korea kämpfen würden, griff Nordkorea den Süden am 25. Juni 1950 an und eröffnete damit den Koreakrieg.
→ Zur weiteren Entwicklung siehe Geschichte Nordkoreas und Geschichte Südkoreas

## Situation heute
Die Teilung der koreanischen Halbinsel und der Korea-Konflikt halten bis heute an. Während sich Südkorea zu einer wirtschaftlich starken Industrienation entwickelte, wurde Nordkorea zu einer kommunistischen Diktatur unter der Herrschaft von Kim Il-sung und seiner Nachkommen und entwickelte Atomwaffen. Versorgungsengpässe und Hungersnöte prägen das Leben in Nordkorea bis heute.